# Ochthera acta
Ochthera acta är en tvåvingeart som beskrevs av Clausen 1977. Ochthera acta ingår i släktet Ochthera och familjen vattenflugor. Inga underarter finns listade i Catalogue of Life.